# Semidalis deserta
Semidalis deserta is een insect uit de familie van de dwerggaasvliegen (Coniopterygidae), die tot de orde netvleugeligen (Neuroptera) behoort. 
De wetenschappelijke naam Semidalis deserta is voor het eerst geldig gepubliceerd door Meinander in 1974.